# L'ultima speranza
L'ultima speranza (Die letzte Chance) è un film del 1945 diretto da Leopold Lindtberg, vincitore del Grand Prix du Festival International du Film come miglior film al Festival di Cannes 1946.

## Trama
Durante la seconda guerra mondiale, tre prigionieri alleati cercano di superare le alpi per raggiungere la neutrale Svizzera assieme ad un gruppo di civili ebrei. Non tutto il gruppo riuscirà nell'impresa, ed un ufficiale inglese ferito a morte troverà sepoltura in un cimitero di montagna svizzero.

## Riconoscimenti
- Festival di Cannes 1946: Grand Prix du Festival, Prix International de la Paix
- Golden Globe 1947: Golden Globe per il miglior film promotore di Amicizia Internazionale
- Nel 1945 il National Board of Review of Motion Pictures l'ha inserito nella lista dei migliori dieci film dell'anno.